# Thyreodon darlingi
Thyreodon darlingi là một loài tò vò trong họ Ichneumonidae.